# Hans Blix
Hans Blix (Uppsala, Suècia, 28 de juny de 1928) és un diplomàtic, alt funcionari internacional i polític del Partit Popular Liberal de Suècia. Va ser Ministre d'Afers Exteriors suec de 1978 a 1979. Blix es feu famós en el període 2002-2003 arran de la seva responsabilitat com a Director de la Comissió de Monitoratge, Verificació i Inspecció de les Nacions Unides a Iraq, els inspectors internacionals que havien de revisar els estocs d'armes de destrucció massives d'Iraq.

## Biografia
Hans Blix nasqué el 1928 a Uppsala en una família benestant del país. És el fill del professor Gunnar Blix i de Hertha Wibergs, i el net del famós fisiòleg Magnus Blix.
Va estudiar a la Universitat d'Uppsala, a la Universitat de Colúmbia, i també a Cambridge. Obtingué el seu doctorat de dret internacional a la Facultat de Dret de la Universitat d'Estocolm.
Entre 1962 i 1978, va ser membre de la delegació sueca a la Conferència sobre el desarmament a Ginebra. Va ocupar el càrrec de ministre d'Afers Exteriors de Suècia de 1978 a 1979.
Més endavant, el 1981 entrà com a director general a l'Agència Internacional de l'Energia Atòmica (AIEA) on hi romangué fins a 1997. Va ser durant aquell període que va visitar l'escenari de la catàstrofe nuclear de Txornòbyl on hi fou el primer occidental en anar-hi. Després fou un dels artífexs del projecte internacional de securització de l'indret.